# Chris Verbeeck
 Chris Verbeeck  (Sint-Niklaas, 1 september 1959) is een Belgische oud-atleet, die zich had toegelegd op de marathon. Hij werd eenmaal Belgisch kampioen in deze discipline.

## Belgische kampioenschappen
| Onderdeel | Jaar |
| --------- | ---- |
| marathon  | 2001 |

## Palmares

### halve marathon
- 2005:  halve marathon van Sluis - 1:08.14

### marathon
- 1993: 6e Westland Marathon - 2:19.20
- 1993: 12e marathon van Rotterdam - 2:17.27
- 1994: 4e Westland Marathon - 2:16.37
- 1994:  marathon van Enschede - 2:14.18
- 1994:  Guldensporenmarathon - 2:18.21
- 1994: 13e marathon van Eindhoven - 2:16.59
- 1995:  Guldensporenmarathon - 2:19.15
- 1996: 9e Westland Marathon - 2:21.35
- 1996: 5e marathon van Bratislava - 2:23.32
- 1996: 5e Guldensporenmarathon - 2:14.49
- 1997: 5e marathon van Kingston - 2:32.02
- 1997: 6e Guldensporenmarathon - 2:18.56
- 1997: 17e marathon van Eindhoven - 2:17.18
- 1999:  marathon van Gent - 2:17.04
- 2000: 25e marathon van Boston - 2:22.52
- 2000: 18e marathon van New York - 2:23.14
- 2001:  BK in Gent - 2:23.16 (1e overall)
- 2002:  Guldensporenmarathon - 2:16.48

### veldlopen
- 1988:  Augustijn Kerstveldloop in Ertvelde -